# Karjala Cup 2002 (listopad)
Hokejový turnaj byl odehrán od 7.11.2002 - do 10.11.2002 v Helsinkách. Utkání Česko - Švédsko se hrálo v Pardubicích.

## Výsledky a tabulka
|    |         | FIN    | CZE    | SWE     | RUS    | V | VP | PP | P | Skóre | B |
| 1. | Finsko  | Finsko | 2:0    | 5:3     | 5:0    | 3 | 0  | 0  | 0 | 12:3  | 9 |
| 2. | Česko   | 0:2    | Česko  | 5:2     | 3:4 PP | 1 | 0  | 1  | 1 | 8:8   | 4 |
| 3. | Švédsko | 3:5    | 2:5    | Švédsko | 3:1    | 1 | 0  | 0  | 2 | 8:11  | 3 |
| 4. | Rusko   | 0:5    | 4:3 PP | 1:3     | Rusko  | 0 | 1  | 0  | 2 | 5:11  | 2 |

 Česko -  Švédsko 5:2 (1:0, 1:2, 3:0) Zpráva
7. listopadu 2002 - Pardubice
- Branky  Česko: 6. Radek Duda, 24. Jaroslav Hlinka, 49. Václav Pletka, 51. Petr Sýkora, 52. Pavel Kolařík
- Branky  Švédsko: 23. Nordström, 36. Mag. Johansson.
- Rozhodčí: Kaislehto (FIN) - Barvíř, Blümel (CZE)
- Vyloučení: 9:5 (1:1, 0:1) navíc Židlický - Tolsa na 5 min a do konce utkání.
- Diváků: 8 420

Česko: Adam Svoboda - Libor Procházka, Martin Richter, Marek Židlický, Michal Sýkora, Petr Kadlec, František Kučera, Pavel Kolařík - Petr Sýkora, Michal Broš, Jaroslav Hlinka - Petr Tenkrát, Richard Král, Václav Pletka - Radek Duda, Tomáš Kucharčík (35.Marek Vorel), Josef Beránek - Jan Čaloun, Josef Marha, Jiří Hudler.
Švédsko: Sandberg - Rhodin, Hallberg, Magnus Johansson, R. Sundin, Artursson, T. Johansson, Lidman, Hedin - Hannula, Nordström, Söderström - Kahnberg, Tolsa, Lundqvist - Wennerberg, Zetterberg, Falk - Nordgren, Anger, Rönnqvist.

 Finsko -  Rusko 5:0 (0:0, 1:0, 4:0) Zpráva
7. listopadu 2002 - Helsinky
- Branky  Finsko: 34. Hentunen, 42. Tarvainen, 45. Somervuori, 46. Alanko, 47. Santala
- Branky  Rusko: nikdo
- Rozhodčí: Radbjer (SWE) - Bruun, Saarnio (FIN)
- Vyloučení: 7:9 (3:0) navíc Kovalenko na 10 min, Buljin a Zinovjev na 5 min.
- Diváků: 6 406

Finsko: Lehtonen - Niemi, Alanko, Luoma, Mäntylä, Kiprusoff, Porkka, Nummelin, Tuulola - Peltonen, Hentunen, Tähtinen - Pirnes, Tarvainen, Rintanen - Hassinen, Turunen, Sahlstedt - A. Miettinen, Santala, Somervuori.
Rusko: Sokolov - Kuchtinov, Grebeškov, Proškin, Ždan, Buljin, Tjutin, Gusev - But, Čupin, Kovalenko - Nurtdinov, Grigorenko, Zinovjev - Tkačenko, Antipov, Soin - Něprjajev, Pěrežogin, Samylin - Suglobov.

 Švédsko -  Rusko 3:1 (1:0, 2:1, 0:0) Zpráva
9. listopadu 2002 - Helsinky
- Branky  Švédsko: 13:40 Falk, 23:45 Rhodin, Artursson), 39:17 Tolsa
- Branky  Rusko: 22:51 Tjutin.
- Rozhodčí: Favorin - Peltonen, Saukkonen (FIN)
- Vyloučení: 6:5 (1:0) navíc Proškin 10 min.
- Diváků: 3 250

 Česko -  Finsko 0:2 (0:0, 0:0, 0:2) Zpráva
9. listopadu 2002 - Helsinky
- Branky  Česko: nikdo
- Branky  Finsko: 40:23 Peltonen, 59:25 Porkka.
- Rozhodčí: Radbjer (SWE) - Fonselius, Lindroos (FIN)
- Vyloučení: 4:3 (0:1) navíc Židlický na 10 min, M. Sýkora 5 min + do konce utkání.
- Diváků: 10 683

Česko: Petr Bříza, mezi 30. a 31. Adam Svoboda - Libor Procházka, Martin Richter, Pavel Kolařík, František Kučera, Petr Kadlec, Marek Židlický, Michal Sýkora - Petr Tenkrát, Richard Král, Václav Pletka - Radek Duda, Jaroslav Hlinka, Josef Beránek - Jan Čaloun, Josef Marha, Vladimír Machulda - Petr Sýkora, Michal Broš, Jiří Hudler - Marek Vorel.
Finsko: Norrena (21. Lehtonen) - Niemi, Alanko, Luoma, Kukkonen, Marko Kiprusoff, Porkka, Tuulola, Nummelin - Peltonen, Tähtinen, Turunen - Pihlman, Pirnes, Tarvainen - T. Elomo - Rintanen, Hassinen - Miettinen, Santala, Somervuori.

 Rusko -  Česko 4:3 PP (2:0, 0:2, 1:1 - 1:0) Zpráva
10. listopadu 2002 - Helsinky
- Branky  Rusko: 9:08 Zinovjev, 15:17 Grebeškov, 49:44 Zinovjev, 60:08 Kovalenko
- Branky  Česko: 20:23 Radek Duda, 37:15 Josef Beránek, 45:35 František Kučera
- Rozhodčí: Rönn - Hämäläinen, Nokisalmi (FIN)
- Vyloučení: 7:4 (1:1, 1:0)
- Diváků: 4 211

Česko: Petr Bříza - Martin Čech, František Kučera, Kántor, Marek Židlický, Petr Kadlec, Pavel Kolařík - Radek Duda, Josef Marha, Josef Beránek - Vladimír Machulda, Richard Král, Václav Pletka - Petr Tenkrát, Michal Broš, Jaroslav Hlinka - Petr Sýkora, Marek Vorel, Jiří Hudler.
Rusko: Sokolov - Grebeškov - Turkovskij, Proškin, Ždan, Tjutin, Buljin, Gusev, Kuchtinov - Kovalenko, Čupin, But - Grigorenko, Zinovjev, Nurtdinov - Antipov, Soin, Tkačenko - Pěrežogin, Něprjajev, Suglobov.

 Finsko -  Švédsko 5:3 (2:1, 1:0, 2:2) Zpráva
10. listopadu 2002 - Helsinky
- Branky  Finsko: 1:16 Hassinen, 15:10 Santala, 28:27 Luoma, 51:04 Santala, 58:58 Peltonen
- Branky  Švédsko: 6:57 Nordgren, 42:51 Söderström, 49:11 Nordgren.
- Rozhodčí: Minář (CZE) - Bruun, Saarnio (FIN)
- Vyloučení: 5:5 (1:0)
- Diváků: 10 595

## All-Star-Team
| Útočník | Kimmo Rintanen Finsko - Radek Duda Česko - Ville Peltonen Finsko |
| Obránce | Petteri Nummelin Finsko - Marko Tuulola Finsko                   |
| Brankář | Kari Lehtonen Finsko                                             |